# Jurašćak
Jurašćak je s 213 metara najviši vrh južnog grebena ulančanog niskog gorja Vukomeričke gorice. S vrha puca prekrasan pogled na cijelo Pokuplje, sjeverni Kordun i Banovinu.

## Položaj
Sam vrh Jurašćak nalazi se iznad naselja Gornji Hruševec, položajem je mala visoravan 50 x 100 m sa stožkom. Uspon na vrh iz doline Luka na jugu nešto je blaži, dok je uspon sa sjeverne strane iz doline Kravaršćica dosta strmiji, s prosječnim nagibom od 70 stupnjeva. Oko samog vrha postoje pješčane stijene koje se uzdižu pod kutom od 95 stupnjeva i pogodne su za kratko alpinističko penjanje.

## Vegetacija
Na južnim obroncima zasađene su plantaže hruševačkog vinogorja, a na neobrađenim površinama šume pitomog kestena, dok je sjeverna strana obrasla gustim šumama bukve i ponegdje po vrhovima crnogorice.

## Povijest
Na visoravni Jurašćak nekoć se nalazila drvena hrastova kapela Svetog Jurja, izgrađena u turopoljskom stilu s autohtonom rezbarijom.